# Kristjan Palusalu
Kristjan Palusalu, fino al 1935 Kristjan Trossmann (10 marzo 1908 – Tallinn, 17 luglio 1987), è stato un lottatore estone.
Ha vinto due medaglie d'oro olimpiche, entrambe alle Olimpiadi di Berlino 1936, una nella lotta greco-romana, categoria pesi massimi e una nella lotta libera, categoria pesi massimi.
Nel 1937 a Parigi ha conquistato la medaglia d'oro europea nella lotta greco-romana, categoria pesi massimi.
Negli anni '40 durante l'occupazione sovietica delle repubbliche baltiche fu arrestato e costretto a lavorare nei gulag in Russia e precisamente a Kotlas.